# Dendrophyllia boschmai
Dendrophyllia boschmai är en korallart. Dendrophyllia boschmai ingår i släktet Dendrophyllia och familjen Dendrophylliidae.

## Underarter
Arten delas in i följande underarter:
- D. b. boschmai
- D. b. cyathelioides